# Црни бродови
Црни бродови (на јапанском, 黒船, Курофуне) био је назив који се односио на све западне бродове који су долазили у Јапан у периоду од 16. до 19. века.
Први контакт Јапанаца са странцима из Европе дошао је од Португалца који су 1543. године дошли до ове земље стварајући пловну руту од Гоа до Нагасакија. Прве караке које су дошле до обале Јапана биле су офарбаце црном бојом па је термин „црни бродови“ од тада почео да се употребљава за све западне бродове (чак и ако они нису били те боје). Након побуне у Шимабари која се сматра сукобом за коју су криви хришћански и западни утицаји, шогунат Токугава је 1639. увео политику изолационизма звану „Сакоку“, која ће трајати следећих 220. година. Током тог времена трговина је већином била ограничена само на острво Деџима код Нагасакија.
Током тог периода изолације поднете су многе молбе за отварање и трговину али већином су све биле одбијене, све док 8. јула 1853. америчка ратна флота није ушла у Јапан тражећи под претњом силе отварање граница и потписивање трговинских споразума. Њихов долазак обележио је престанак сакоку политике али је званична трговина почела тек након потписивања Харисоновог уговора пет година касније.
Када је јапанска флота са четири брода („Mississippi“, „Plymouth“, „Saratoga“, „Susquehanna“) упловила у воде Јапана, израз „курофуне“ се опет вратио у свакодневницу. Бродови адмирала Перија били су црне боје а ван тога, покретали су се на угаљ, парним мотором па је и боја, која је долазила из димњака ових пароброда била довољна да се овај израз опет искористи. Реч „Курофуне“ постаће симбол краја изолационе политике.

## Први „курофуне“ бродови
Када су Португалци дошли у 16. веку већ је увелико цветао тз. „Нанбански трговачки период“ где су се између Азије и Европе почеле размењивати велике количине робе, између осталог и шећер, оптика али и ватрено оружје које је знатно послужило Јапанцима током ратног Сенгоку периода, док су Европљани за узврат добијали сребро и свилу.
Караке које су тежиле од 1200 до 1600 тона, named nau do trato ("treaty ship") or nau da China by the Portuguese, специјализоване за трговине које су биле офарбане зифт црном бојом постале су стандард за све бродове запада а име им се први пут помиње у португалско-јапанском речнику „Ниппо Ђишо“ који је изашао из штампе 1603. и сматра се првим речником једног далекозападног језика.
За трговцима долазе и шпански мисионари попут Франсиска Хавијера који од 1549. почињу са својом мисијом ширења хришћанства. Нова религија убрзо је бројала око 300.000 преображеника (укључујући и неке даимјое) али наком побуне у Шимабари свари се мењају по Европљане па трговина постаје ограничена, странци истерани (или усмрћени) а политика изолација која није прва у историји Јапана, опет постаје активна. Једина трговина која је била дозвољена била је под строгим надрзиром владе и то са Кином, Корејом, Краљевином Рјукју и Холандијом.

## Принудна дипломатија
Када је адмирал пери са својом знатно надмоћнијом морнаричком снагом упловио у Едо, шок је био огроман. Јапанци до тада нису видели тако велику и моћну ратну флоту будући да је до обала стизао само по који трговачки брод. Изглед самих бродова додатно је утерао страх у Јапанце коју су одмах схватили да технолошки, такви какви су сад, не могу да се такмиче са западом. Сви Перијеви захтеви су прихваћени, потписан је споразум у Канагави и сакоку политика је оборена. Пери који се први пут појавио са четири брода у другом доласку појавио се са још већом флотом која је (под изговором слављења дана независности) испалила неколико плотуна у ваздух. Када је пет година касније и „Харисонов уговор“ потписан (које су пратили и споразуми са другим земљама) период изолације престаје и обале Јапане поново постају доступне за све стране бродове
Изненађење и конфузију коју су ови бродови донели најбоље описује позната „Кјока“ (духовита „вака“ песма са 31 слогом):
| 泰平の       | Taihei no        |
| 眠りを覚ます | Nemuri o samasu  |
| 上喜撰       | Jōkisen          |
| たった四杯で | Tatta shihai de  |
| 夜も眠れず   | Yoru mo nemurezu |

Ово је мало комплексна песма са доста двосмислених речи. Taihei (泰平) значи "мирно"; Jōkisen (上喜撰) је име једне врсте зеленог чаја која садржи велику количину кофеина; а shihai (四杯) значи "четири шољице", тако да би буквалан превод ове песме било:
Из мира
будим се из сна
због џосикен чаја;
и њене четири шољице
не може се спавати ноћу.
Постоји и алтернативни превод ове песме која је базирана на другим значењима (хомонимија). Taihei је реч која значи "Пацифик" (太平); jōkisen – пароброд (蒸気船); а shihai такође може да се преведе као "четири брода (пловила)". Тако да ова песма има и скривено значење:
Пароброди
прекидају дремеж
Пацифичког океана;
само четири брода је довољно
да изгубимо сан ноћу.
Црни бродови, или курофуне је назив и прве јапанске опере коју је компоновао Косаку Јамада која је базирана на причи о гејши која је ухваћена у немирима који су пратили последње дане шогуната и чија је премијера била 1940. године.

## У популарној култури
У телевизијском мини-серији са Ричардом Чемберленом под називом „Шогун“ (1980) базирана на роману истог назива Џејмса Клавела описане су фиктивна искуства енглеског морнара Цона Блекторна који се насукао на јапанску обалу око 1600. године. У причи Блекторн стално помиње како хоће да нападне „црне бродове“ својом лађом „Ерасмусом“.
У филму „Бушидо оштрица“ (1981) приказан је долазак адмирала Перија кога у тој екранизацији игра Ричард Бон.
У рачунарској игрици „Shogun II Total War“, могуће је контролисати португалски брод „курофуне“ који је један од најмоћнијих у игрици.
Црни бродови имају велику улогу у јапанској таига серији „Јае но Сакура“ али се појављују и у серијама „Рјомаден“ као и у првој епизоду серијала „Шинсенгуми!“.
Појављују се у великом броју анимеа и манги попут „Samurai Champloo“, „Hetalia: World Series“ и др.